# Guami császárlégykapó
A guami császárlégykapó (Myiagra freycineti) a császárlégykapó-félék családjába tartozó madárfaj volt. Ez Guamban endemikus faj, melyet a területen chuguangguang néven ismertek. Mára már kihalt.
Bár a madárfaj még az 1970-es években is gyakorinak számított Guamon, a mangróvekígyó támadásainak hatására létszámuk gyorsan csökkent. A szigetre az 1940-es években telepítették be ezt a fajt. Legutoljára 1983-ban lehetett guami császárlégykapót látni.